# Мариупольская лесная дача
Мариупольская лесная дача — заповедное урочище на Украине. Находится в Волновахском районе Донецкой области возле посёлка Лесное. Основано в 1857 году. Статус заповедного урочища присвоен решением облисполкома № 155 от 11 марта 1981 года. Площадь — 536 га.
В урочище находятся лесные насаждения и лесополосы, на территории которых произрастают растения, занесённые в Красную книгу Украины: шафран, василёк Талиева, василёк ложнобледночешуйчатый. Водятся такие животные, как кабан, косуля, благородный олень, волк, заяц, енот, куница, ласка, проходящий лось. Птицы: ястреб тетеревятник, фазан, куропатка, сойка и др. В урочище, в п. Лесное, находится лесничество. Через урочище проходит автотрасса Симферополь — Москва. Устроены места для кемпинга.